# Kibakoganea sexmaculata
Kibakoganea sexmaculata är en skalbaggsart som beskrevs av Ernst Gustav Kraatz 1900. Kibakoganea sexmaculata ingår i släktet Kibakoganea och familjen Rutelidae. Inga underarter finns listade i Catalogue of Life.